# Josip Babin (general)
Josip Babin, hrvaški general, * 21. januar 1915, Kaštel Stari, † 14. marec 1982, Split.

## Življenjepis
Leta 1935 je postal član KPJ in leta 1941 se je pridružil NOVJ. Med vojno je bil politični komisar bataljona, namestnik poveljnika 4. dalmatinske brigade, poveljnik 3. dalmatinske brigade in načelnik štaba 9. divizije.
Po vojni je leta 1950 končal šolanje na Višje vojaške akademije JLA in leta 1961 operativni tečaj na Vojni šoli. Leta 1965 se je upokojil.

## Odlikovanja
- Red bratstva in enotnosti
- Red zaslug za ljudstvo